# Vaphiói aranyserlegek

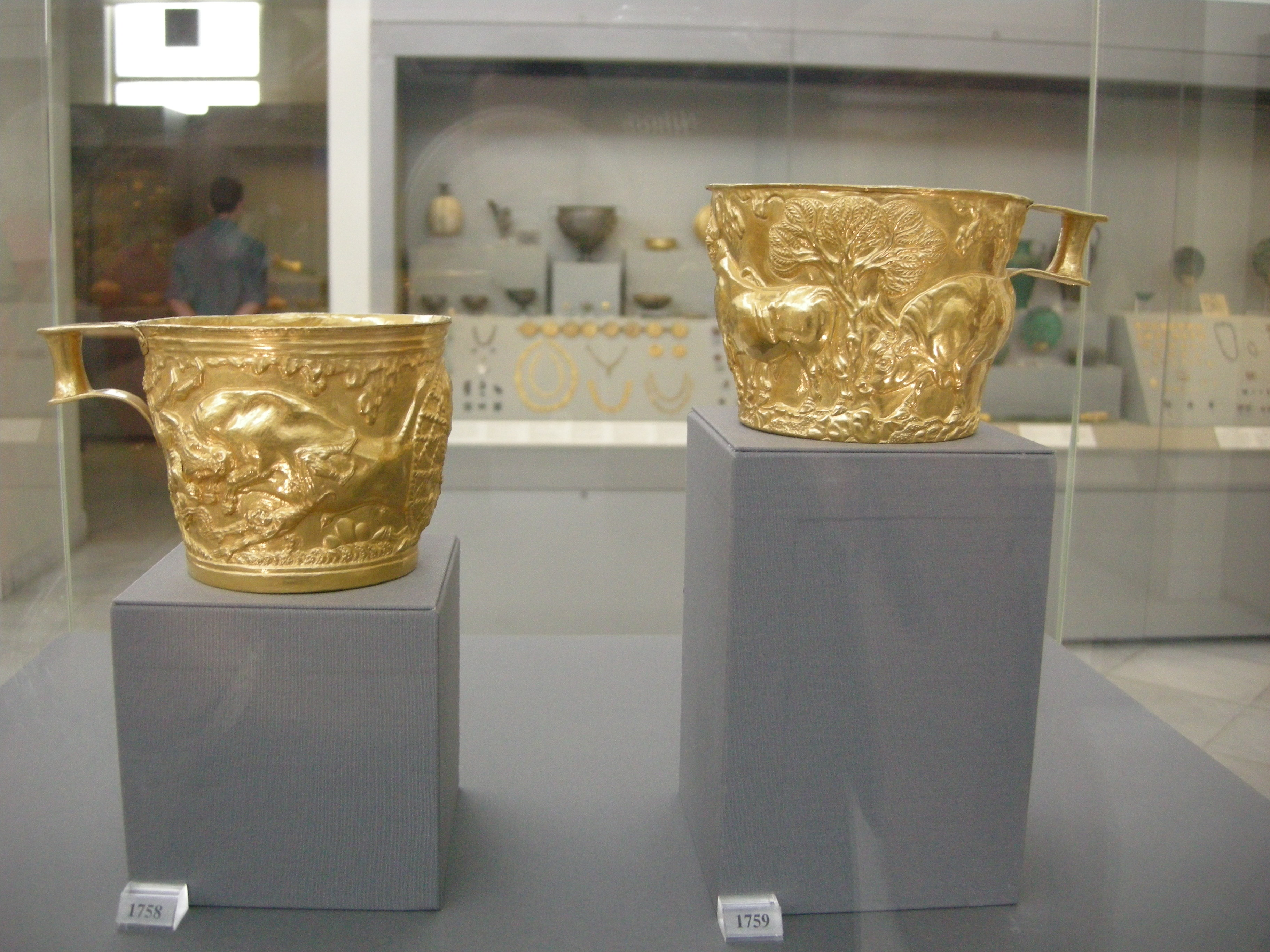
A Vaphiói aranyserlegek, Nemzeti Múzeum, Athén

A vaphiói aranyserlegek  az i. e. 15. századból származó két aranycsésze, amelyek a Spárta melletti Vaphióból kerültek elő. Szárazföldi sírban, helyi fejedelem temetkezési helyén voltak, de stílusuk alapján biztosra vehető, hogy krétai mester munkái, és Krétáról importálták őket. A két csésze hasonló mérete és a jelenetek egyforma jellege alapján valószínűsíthető, hogy a mindkettő egy művész munkája és összetartoznak. A csészék domborított díszítésűek, úgy készültek, hogy a jeleneteket egy kemény anyagból kifaragták, erre egy aranylemezt helyeztek, amit addig kalapáltak, amíg fel nem vette a kívánt formát. Ezután hidegtű-technikával jelenítették meg a finomabb részleteket. A művész mind a két csésze esetében egy történetet mesél el, a jeleneteket a háttérben látható fák és sziklák foglalják keretbe. Az egyik csésze bikavadászatot, a másik az állatok megszelídítését ábrázolja. Az egyik csészén a középső jeleneten a bikát csapdába ejtik, mialatt egy másiknak sikerül jobb oldalon megmenekülnie. Egy harmadik bika bal felé fut, miközben a középső állatot egy ún. bikaugró artista a szarvánál fogva próbálja megfékezni. Egy másik férfi hanyattzuhan, miután a megvadult állat felöklelte. A másik csészén békésebb jeleneteket ábrázoltak. Egy férfi kötelet köt a bika lábára és elvezeti, középen egy másik bika egy tehénre figyel, jobb oldalon egy harmadik állat úgy tűnik épp akkor érkezik a helyszínre. A vapiói aranyserlegek a krétai ötvösművészet kiemelkedő darabjai, jelenleg az athéni Nemzeti Múzeumban láthatók.